# Petronas
A Petronas (a Petroliam Nasional Berhad rövidítése)  egy malajziai olaj- és gázszolgáltató vállalat, melyet 1974. augusztus 17-én alapítottak. A kormány tulajdonában lévő vállalat Malajzia összes olaj- és gázerőforrása felett rendelkezik és ezek kihasználásáért és fejlesztéséért felel. A Petronast a Fortune Global a világ legnagyobb 500 vállalata közé sorolja.

## Története

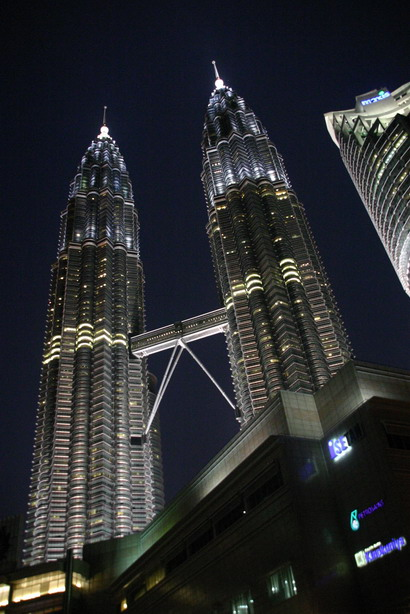
A Petronas-ikertorony

A Petronas alapítása óta nemzetközi céggé nőtte ki magát, 31 országban rendelkezik üzleti érdekeltségekkel. 103 leányvállalata van, 19 olyan vállalata, amiben részvényes, és 57 másik céggel áll kapcsolatban. Ezek alkotják a Petronas-csoportot, ami különféle, olaj- és gázalapú tevékenységekben játszik szerepet. A The Financial Times a Petronast az „új Hét Nővér” egyikének tartja, azaz olyan cégnek, ami a legbefolyásosabb, nagyrészt állami tulajdonban lévő olaj- és gáztársaságok közé tartozik az OECD-n kívüli országokból.
A cég a kőolajtevékenységek széles spektrumával foglalkozik, közte olaj- és földgázkitermeléssel, finomítással, termékek terjesztésével és reklámozásával, kereskedelemmel, szállítással.
A Petronas építtette főhadiszállásaként a Petronas-ikertornyot, ami 1998-ban nyílt meg, jelenleg a legmagasabb ikertorony és egy időben a világ legmagasabb épülete volt.

## Leányvállalatok
A Petronas cégnek több mint 100 leányvállalata van és 40 olyan, amelyeknek 50%-ban részvényese.

### Petronas Dagangan Berhad

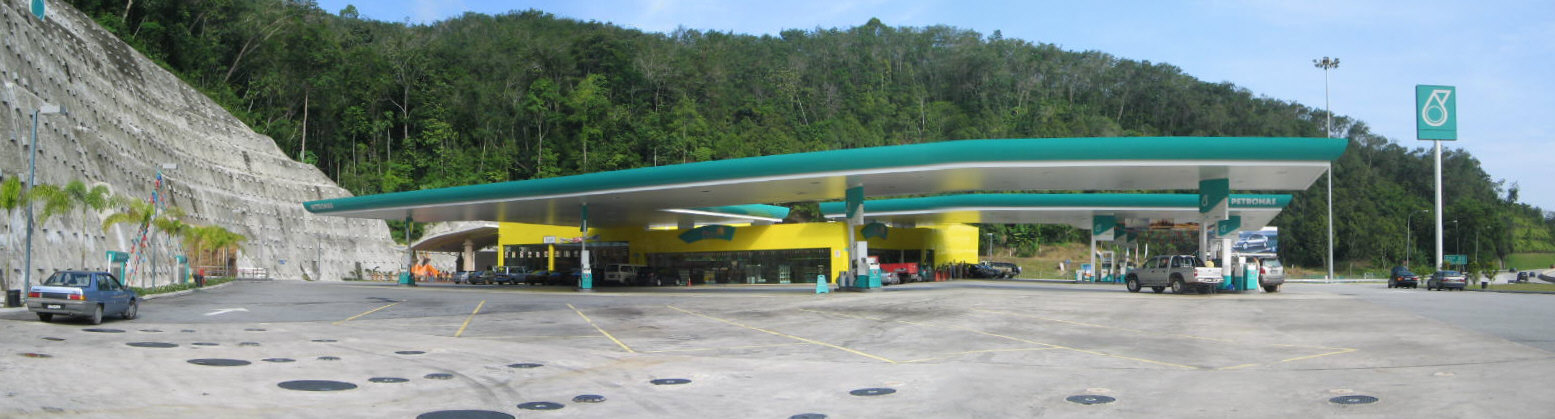
Az egyik Petronas benzinkút

A cég kőolaj-késztermékek forgalmazásával foglalkozik, valamint az országban lévő benzinkutak működtetésért felelős. A 2008-as januári adatok alapján 870 benzinkutat birtokol.
A vállalat számos élelmiszer- és italgyártó céggel, bankokkal, valamint szállítmányozó cégekkel társult, hogy benzinkutai forgalmasabbak legyenek. A cégek közül kiemelkedik a McDonald’s, a Kentucky Fried Chicken, a Dunkin Donuts, a Maybank, valamint a CIMB Bank.

### Petronas Gas Berhad
A gázok működtetéséért illetve átviteléért felelős vállalat. Az ő birtokába tartozik a Maláj-félszigeten található gázvezeték, amely 2550 km hosszú.

### MISC Berhad
A cég a félsziget hajóit birtokolja, így ő felelős ezek működéséért is, valamint ő engedélyezi a tengerentúli szállításokat is az országban.

### KLCC Berhad
Ez a vállalat a bankokat működteti Kuala Lumpurban, valamint számos nagy céget is: kiemelendő a Petronas-ikertorony, a Menara Exxon Mobil, mely Malajzia legnagyobb telekommunikációs vállalata, ill. a KLCC Park, mely a vállalat székhelye.

### Petronas Chemicals
A Petronas legkorábban alakult cége, mely 2010. november 26-án nyílt meg. Az üzlet a legnagyobb petrolkémiai gyártó Délkelet-Ázsiában. Termékei közé tartoznak az olefinek, polimerek, műtrágyák, metanolok, illetve egyéb vegyi alapanyagból készült termékek és származékaik.

## Szerepe a motorsportban

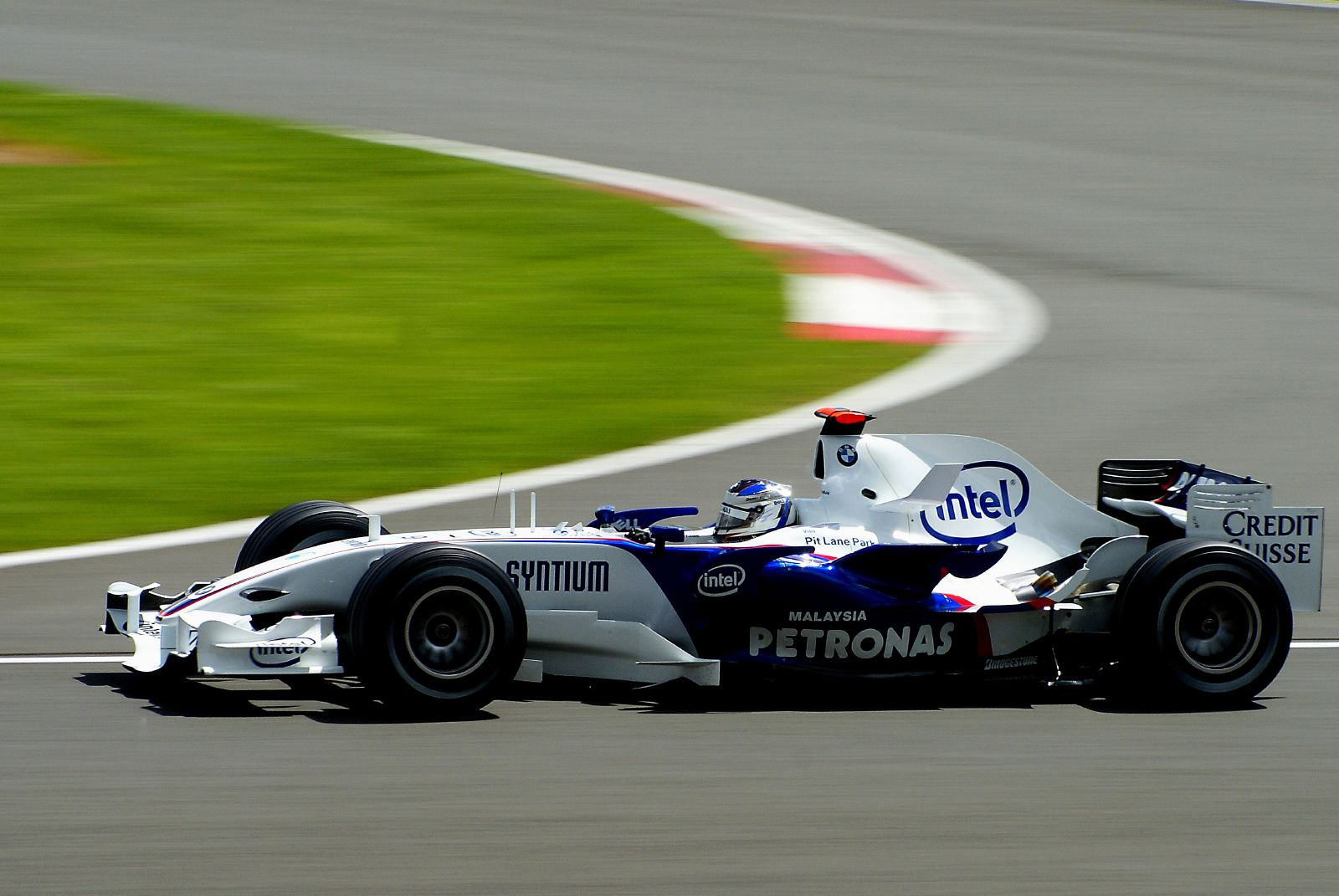
Petronas felirat az egykori BMW SauberFormula–1-es autón

A Petronas fő szponzora volt a Formula–1-ben szereplő Sauber istállónak (1995-2005), ám miután a BMW felvásárolta a csapatot, akkor már 40%-ban részvényese is volt. (2006-2009). Miután a BMW kilépett a Formula–1-ből, 2010-től a cég a Mercedes GP fő támogatója. A vállalatnak nagy szerepe van a száguldó cirkuszban, mivel 1999 óta a maláj nagydíj szponzora is, továbbá a Super GT-ben szereplő Toyota csapat támogatója.